# Rathaus (Heidelberg)

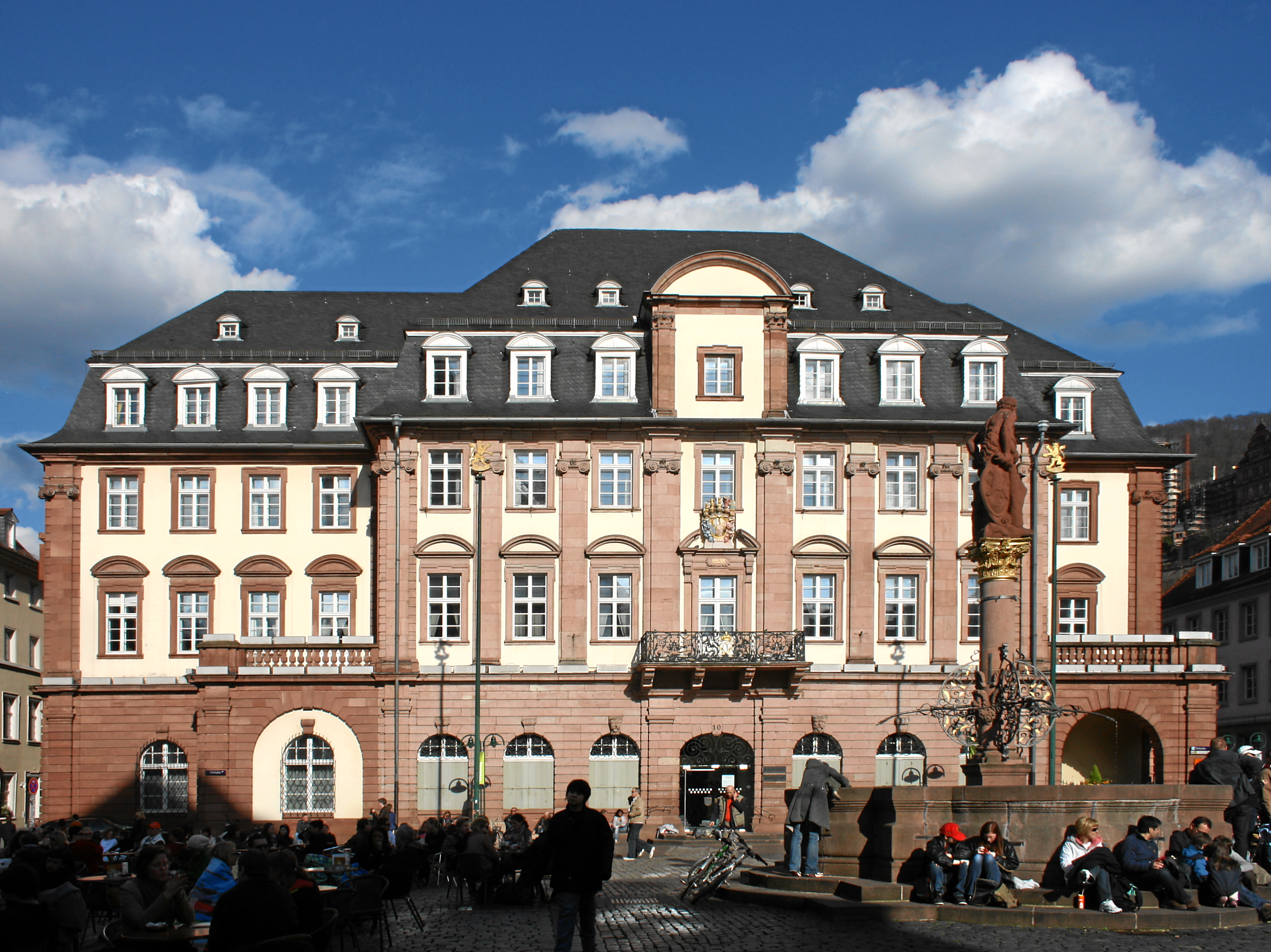
Das Heidelberger Rathaus, Hauptfassade zum Marktplatz

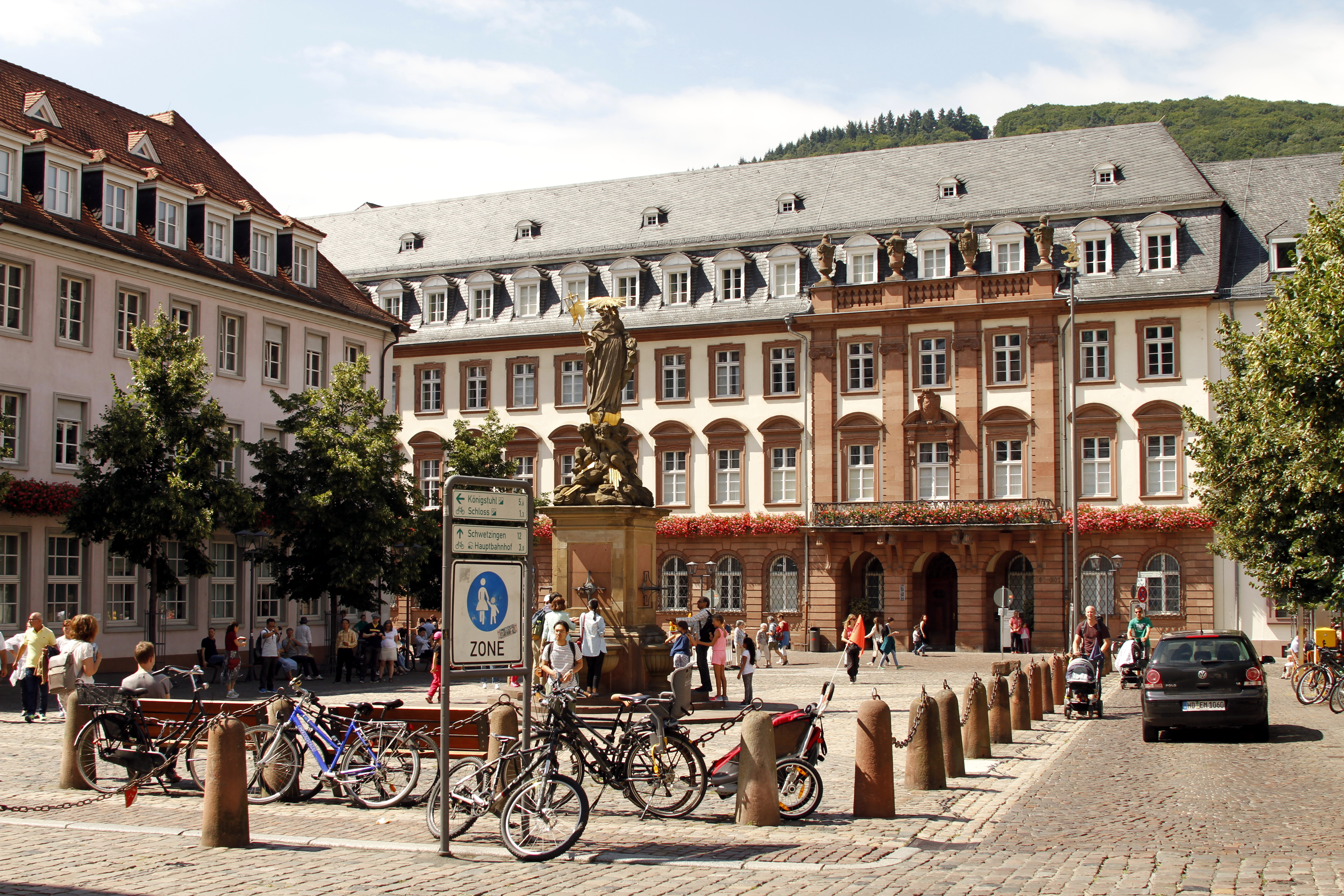
Fassade zum Kornmarkt

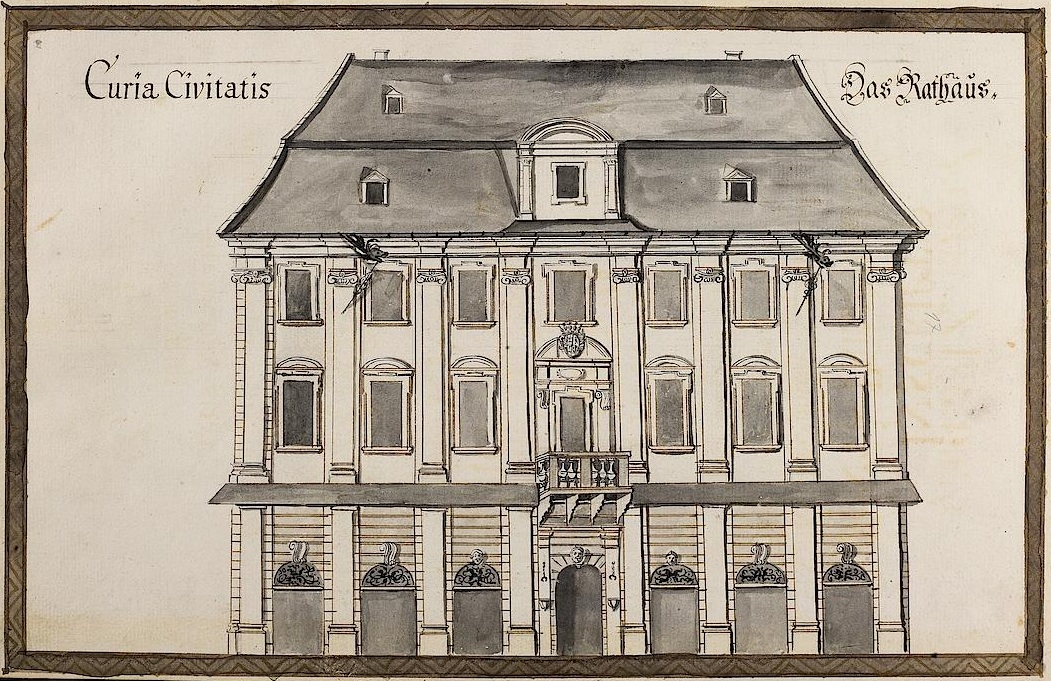
Das Rathaus im Thesaurus Palatinus (1747/52)

Das Rathaus ist ein historisches Gebäude in der Altstadt von Heidelberg.

## Baugeschichte
An gleicher Stelle befand sich bereits vor der Zerstörung Heidelbergs während des Pfälzischen Erbfolgekrieges das Rathaus der Stadt. Der ursprüngliche Bau lässt sich aufgrund einer Zeichnung im Thesaurus Picturarum des Marcus zum Lamm in Ansätzen rekonstruieren. Es scheint sich um einen repräsentativen Bau gehandelt zu haben, der sich gut zwischen die benachbarten Bürgerhäuser einfügte. Das Erdgeschoss war durch zwei rundbogige Tore dominiert, während dem Obergeschoss ein breiter Balkon vorgeblendet war. Die Dachzone war durch steile Treppengiebel dekoriert.
Nachdem dieser Bau bei der Eroberung Heidelbergs im Jahr 1689 zerstört worden war, wurde an gleicher Stelle in den Jahren 1701 bis 1703 ein neues Gebäude im Stil des Barock errichtet. Aus dieser ersten Epoche des Rathauses stammen auch die Masken und das kurfürstliche Wappen des ungarischen Bildhauers Heinrich Charrasky an der Frontfassade. Charraskys Werk ist auch am Haus zum Riesen zu sehen.
Das Rathaus hat hiernach mehrere Um- und Anbauten erfahren. Der Nordflügel wurde zwischen 1886 und 1890 angebaut. Der große Rathaussaal, der sich in jenem Flügel befindet, ist im Neorenaissancestil gehalten und mit Gemälden und Fenstern zur kurpfälzischen Geschichte des Künstlers Karl Hoffacker ausgeschmückt. Zuvor hatte sich jener im Mittelteil hinter dem Balkon befunden.
Nach einem Brand des Rathauses im Jahr 1908 wurde das Gebäude von 1911 bis 1924 nach Plänen von Franz Sales Kuhn um den ebenso im Stil des Neubarocks gehaltenen Südflügel erweitert. Die davor an dieser Stelle stehenden Häuser wurden abgerissen. Der dabei links neben der Hauptfassade errichtete Turm wurde allerdings später wieder entfernt und die unteren Geschosse des Turmes in die Fassade integriert.
Den letzten Anbau erlebte das Rathaus 1961, als der Glockenturm an der Ostfassade angebracht wurde.

## Brauchtum
Die offizielle Eröffnung des Weihnachtsmarktes wird jedes Jahr vom Balkon des Rathauses aus durch ein Christkind ausgeführt. Zur Zeit des Weihnachtsmarktes wird die Hauptfassade des Rathauses jedes Jahr vom Marktplatz aus mit weihnachtlichen Motiven illuminiert, am schwul-lesbischen „Pink Monday“ nach dem 1. Advent in pink-rosa.